# Công viên Buttes-Chaumont
Buttes-Chaumont là một công viên nằm ở Quận 19 thành phố Paris. Với diện tích 24,7 hecta, Buttes-Chaumont là khu vườn rộng thứ ba của thành phố, sau công viên La Villette và vườn Tuileries, và là rộng thứ năm trong tất cả không gian xanh của thành phố, nếu tính thêm Rừng Vincennes và Rừng Boulogne.
Vốn là quả đồi với các hầm khai thác cũ, Buttes-Chaumont được cải tạo thành công viên vào thời Đệ nhị đế chế. Vì vậy, Buttes-Chaumont có địa hình rất đa dạng, gồm cả đồi, hồ, suối, hang động. Công viên được khai trương vào năm 1867, vào cuối chế độ của Hoàng đế Napoleon III, và được xây dựng bởi Jean-Charles Alphand, người đã tạo ra tất cả các công viên lớn của Napoleon III. Công viên này có 5,5 kilômét (3,4 dặm) đường rộng và 2,2 kilômét (1,4 dặm) của đường dẫn. Tính năng nổi tiếng nhất của công viên là Đền de la Sibylle, lấy cảm hứng từ ngôi đền của Vesta ở Tivoli, Ý, ở trên cùng của một vách đá cao 50 m trên mặt nước của hồ nhân tạo.
| Métro Paris | Bến tàu điện ngầm: Buttes-Chaumont hoặc Botzaris |

## Công viên Buttes-Chaumont

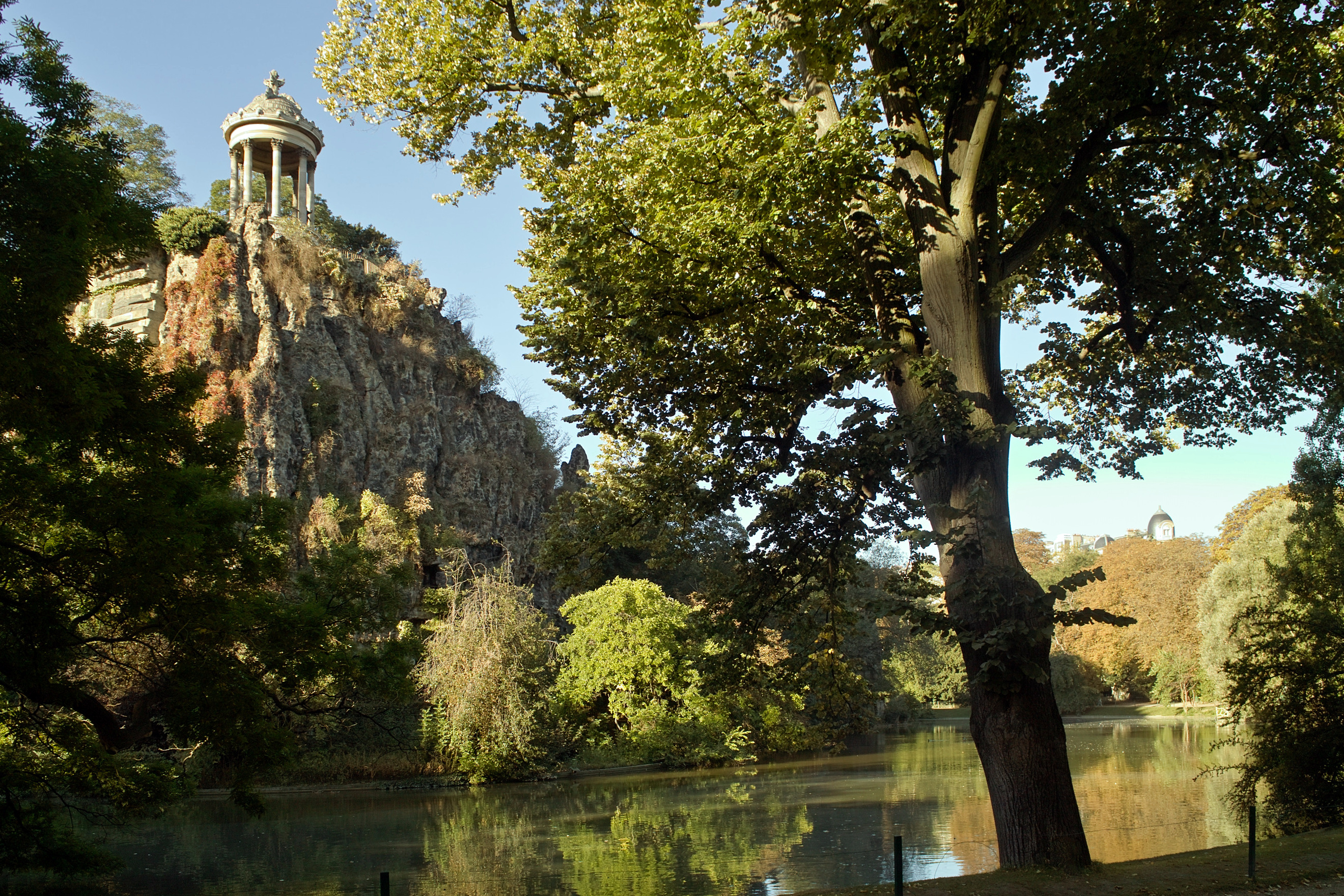
Đền Sibylle

Nằm ở phía Đông Bắc thành phố, công viên Buttes-Chaumont rộng 247.316 m², được bao bọc bởi ba còn phố: Botzaris phía Nam, Crimée ở phía Đông, Manin ở phía Bắc và Tây. Giữa công viên là một hồ rộng 1,5 hecta. Một ngọn núi nhỏ ở giữa hồ cao 30 mét, nối với bờ phía Nam và Tây bằng hai cây cầu nhỏ. Một cây cầu xây có độ cao 22 mét, sải 12 mét. Cây cầu còn lại là cầu treo, sải 65 mét. Trên đỉnh núi là đền thờ Sibylle - Nữ tiên tri - được kiến trúc sư Gabriel Davioud xây dựng năm 1869. Cầu thang dẫn lên đền thờ dài 173 bậc.
Hang của công viên rộng 14 mét, cao 20 mét, được trang trí các vú đá. Thực vật ở công viên Buttes-Chaumont đa dạng nhất trong các vườn của thành phố. Các bãi cỏ có tổng diện tích 12 hecta, cộng với 6 hecta cây cối. Một vài cây lâu năm như cây mã đề từ năm 1862, có chu vi 6,35 mét, một cây thông tuyết trồng từ năm 1880.
Công viên Buttes-Chaumont còn có sáu tòa nhà ở các lối vào chính, cùng ba nhà hàng, nhà hát múa rối, các khu vực cho trẻ em... cùng sóng Wi-fi cho người dùng Internet.

Bản đồ công viên

## Lịch sử

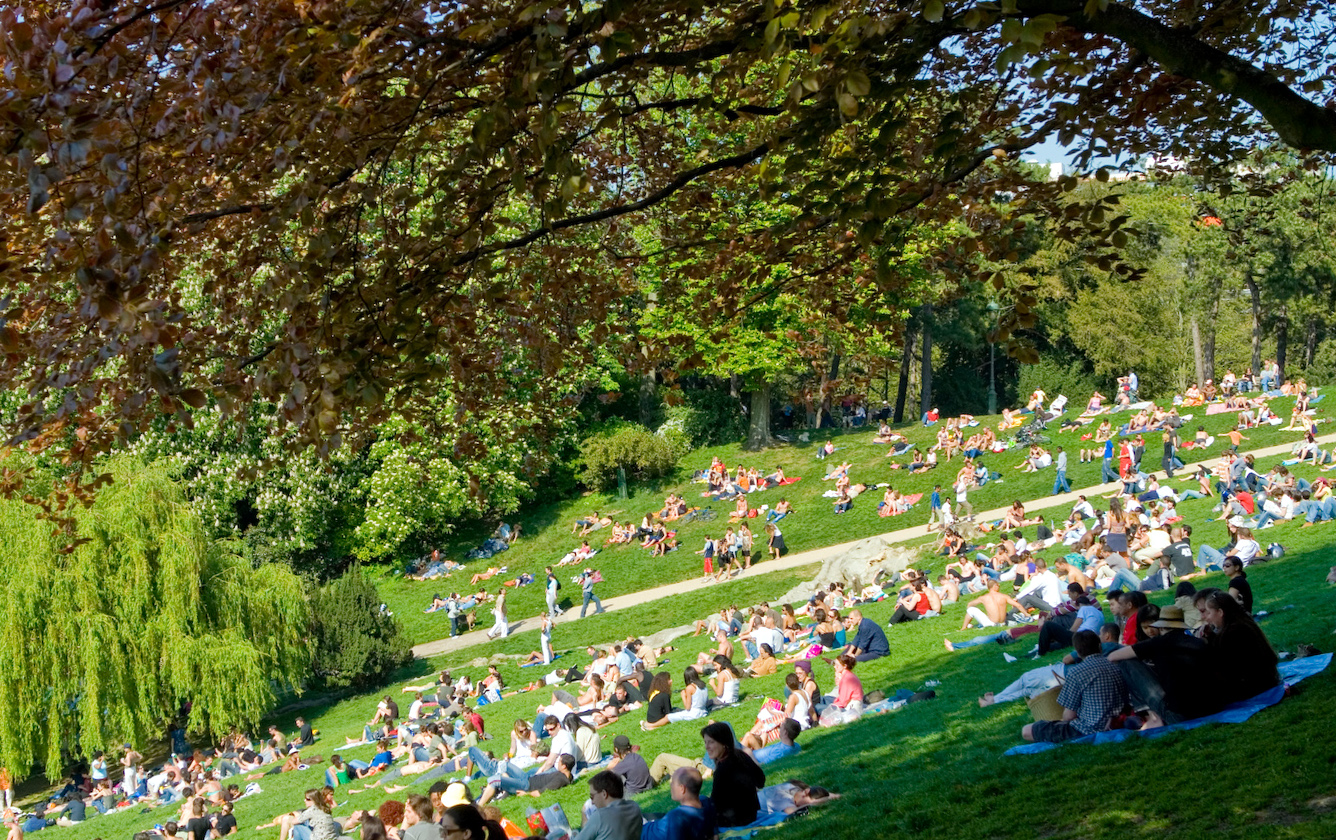
Mùa hè

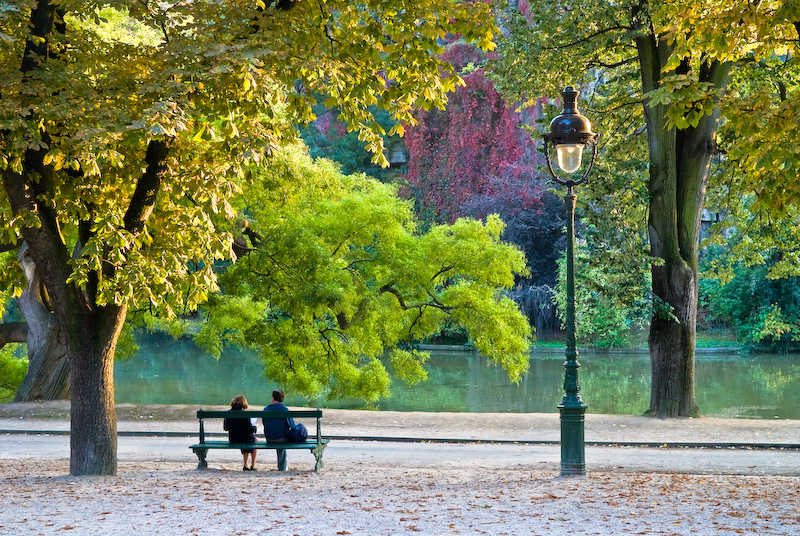
Mùa thu

Từ thời Cổ đại, lòng đất của Paris đã bị đào bới để khai thác thạch cao. Vì vậy thành phố còn có cái tên « Lutetia trắng » (Lutèce la blanche). Sau Cách mạng Pháp, hầm ở khu vực Butte-Chaumont bắt đầu được khai thác, khiến bộ mặt của quả đồi bị thay đổi. Thế kỷ 19, các chất liệu này được xuất khẩu tới Mỹ khiến khu phố có tên « Quận Hoa Kỳ ». Một con phố cạnh công viên mang tên Chaufourniers, có nghĩa là Những người thợ nung vôi. Các hầm khai thác này hoạt động cho tới năm 1860.
Thời Đệ nhị đế chế, các hầm khai thác đóng cửa, Napoléon III quyết định biến quả đồi hoang Chaumont thành một khu vườn lộng lẫy. Năm 1863, Nhà nước mua lại khu đất và nhát cuốc cải tạo đầu tiên vào năm 1863. Khối lượng công việc đồ sộ đòi hỏi mất ba năm với 1000 công nhân, một số ngựa kéo, 450 xe goòng trên 39 km đường ray, hai máy thủy lực và cả thuốc nổ để phá đá. Thực hiện bởi nhà thiết kế vườn Jean-Pierre Barillet-Deschamps, kiến trúc sư Gabriel Davioud, kỹ sư Eugène Belgrand và Jean-Charles Alphand, một hồ nhân tạo được đào trong công viên, hang động với bú đá giả, các thác, suối cũng được tạo nên. Bao bọc công viên là một hàng rào sắt dài 2475 mét, gồm 6 cổng lớn và 9 lối vào phụ. Kiến trúc sư Gabriel Davioud còn là người thực hiện một phần công trình tòa thị chính của Quận 19 nằm đối diện công viên vào năm 1869.
Ngày 1 tháng 4 năm 1867, công viên Buttes-Chaumont được khánh thành, đúng dịp Triển lãm thế giới ở Champ-de-Mars. Được đặt tên theo quả đồi, buttes Chaumont có nghĩa là đồi Chaumont. Còn chữ Chaumont, theo tất cả các giả thuyết, là từ ghép của "chauve" - có nghĩa trọc, trụi - và "mont" - có nghĩa là núi hoặc đồi.

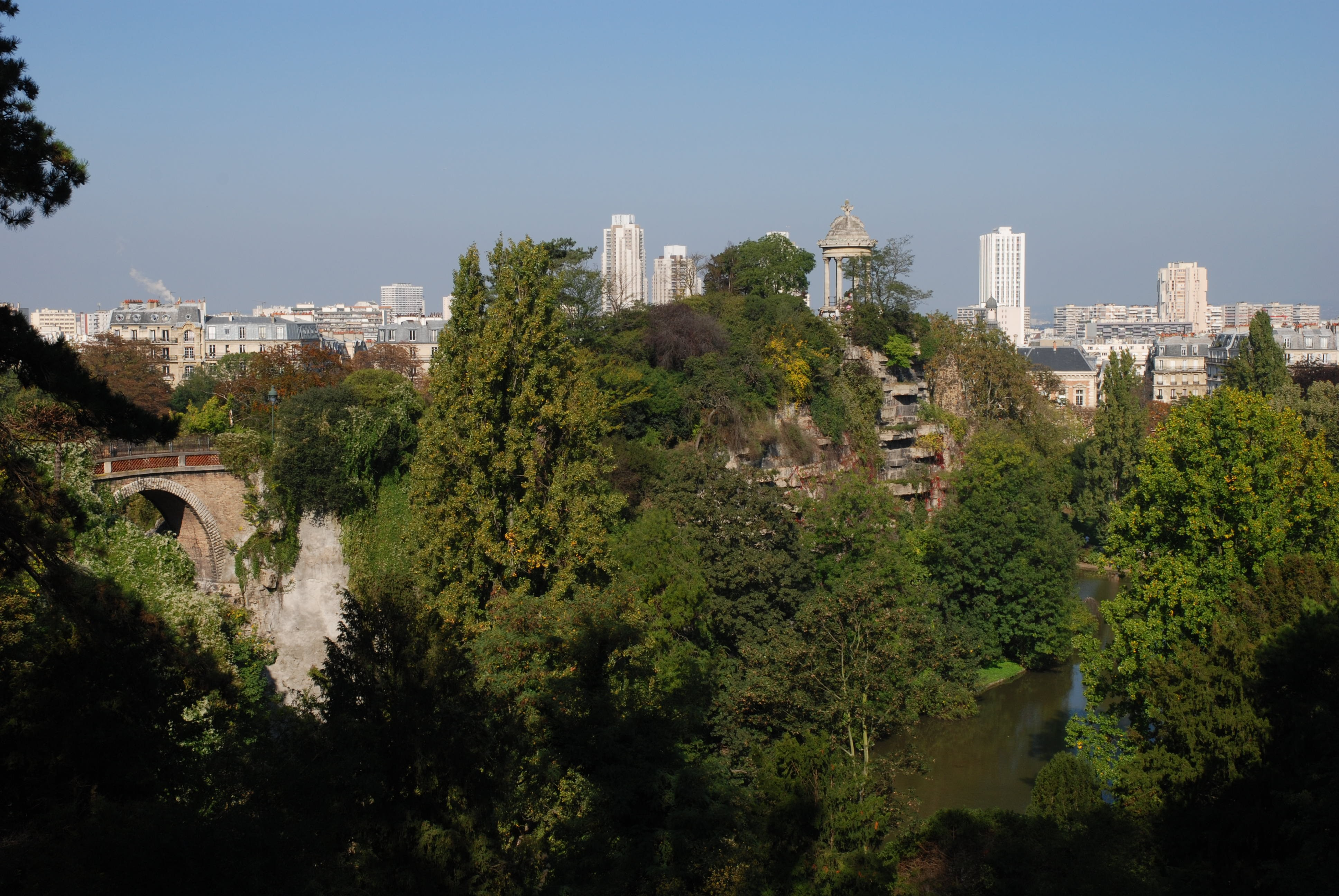
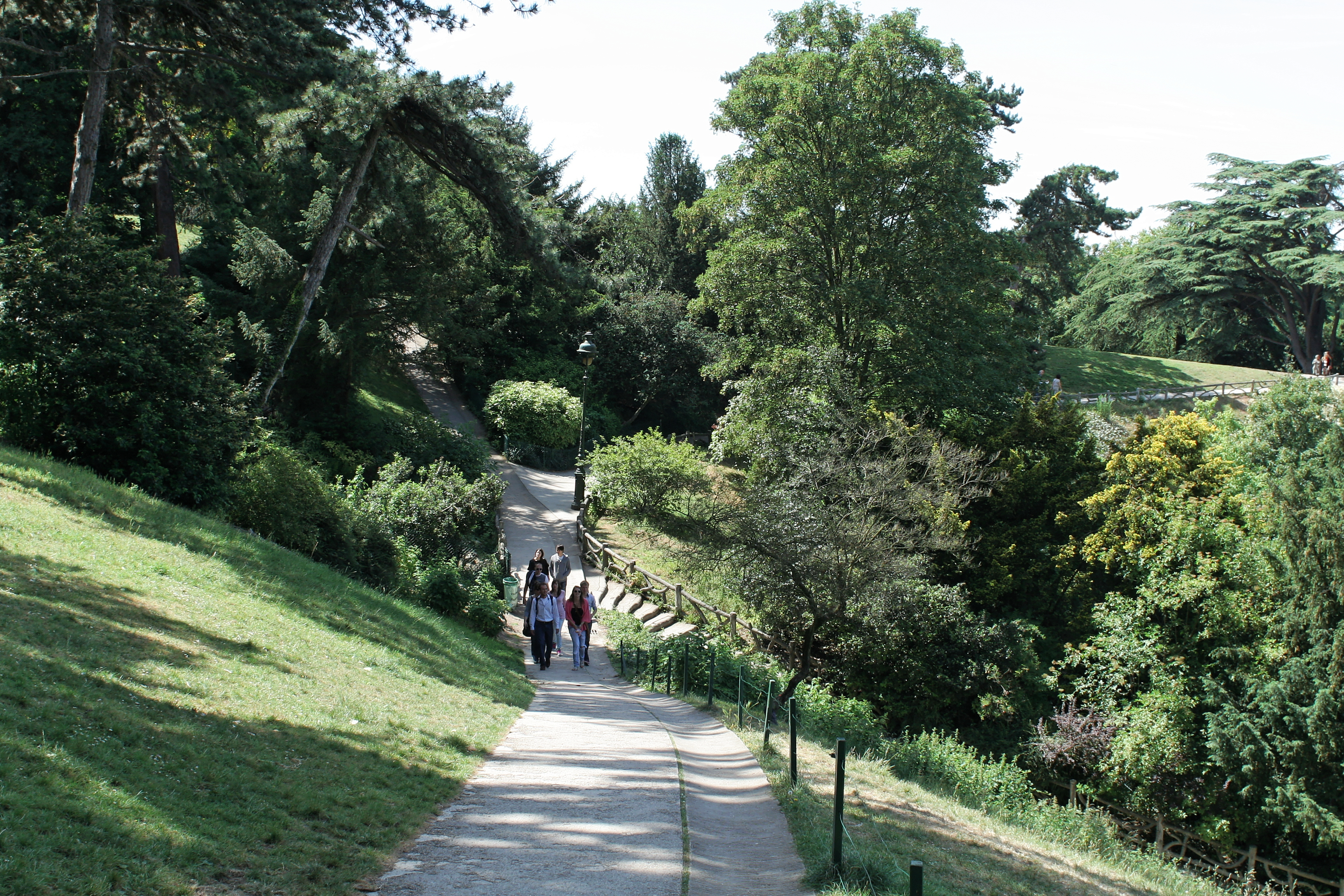
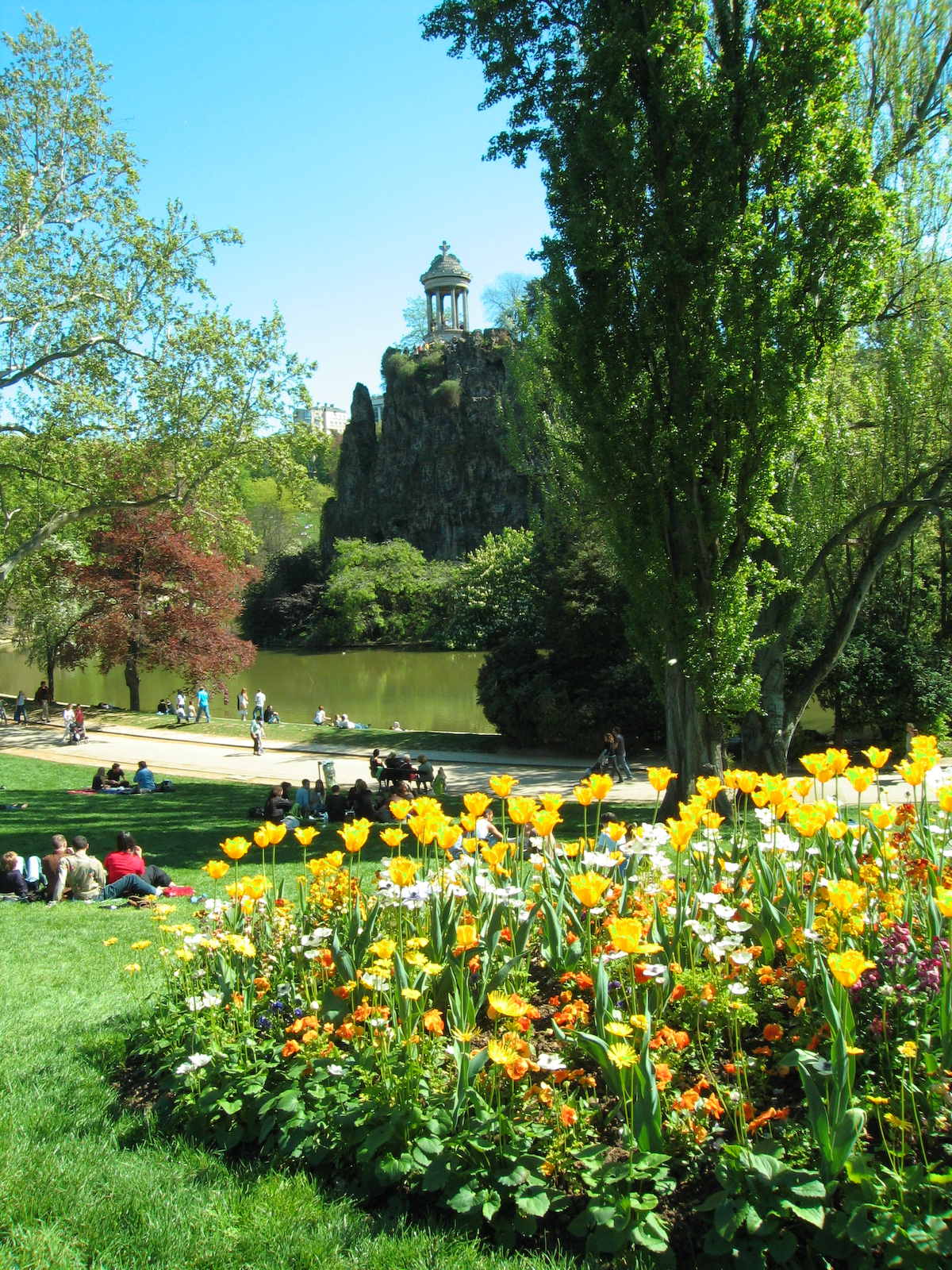
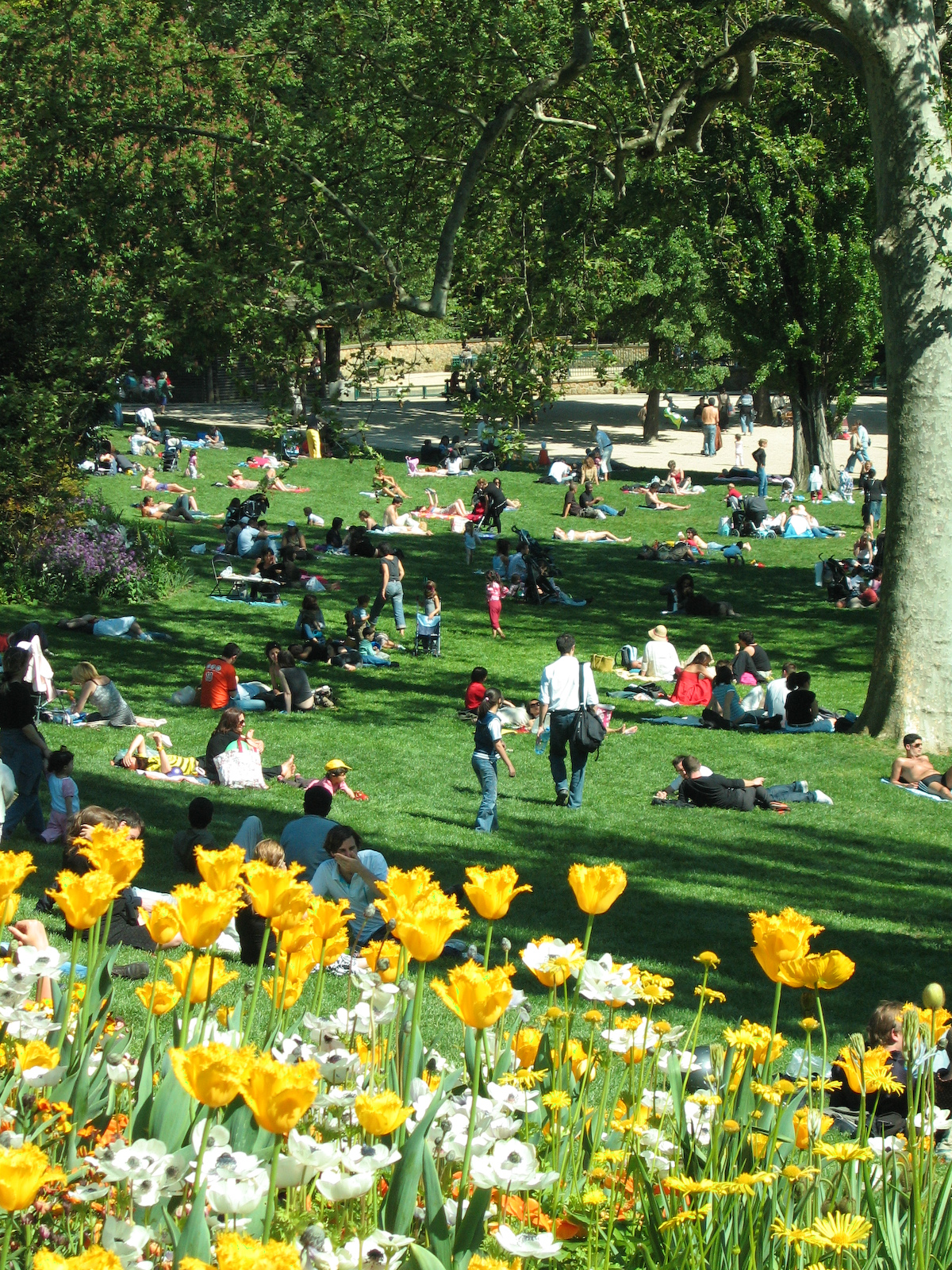
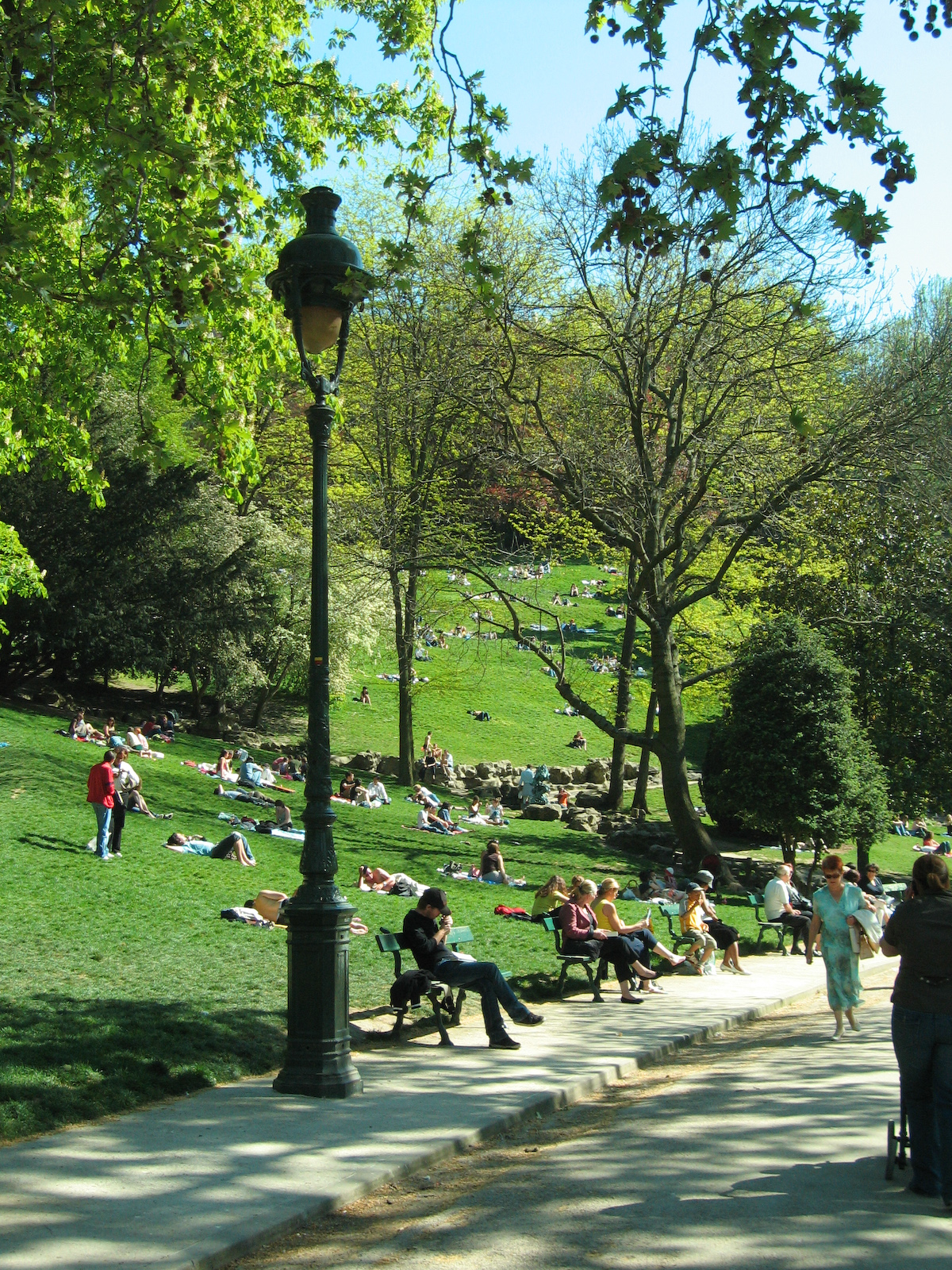
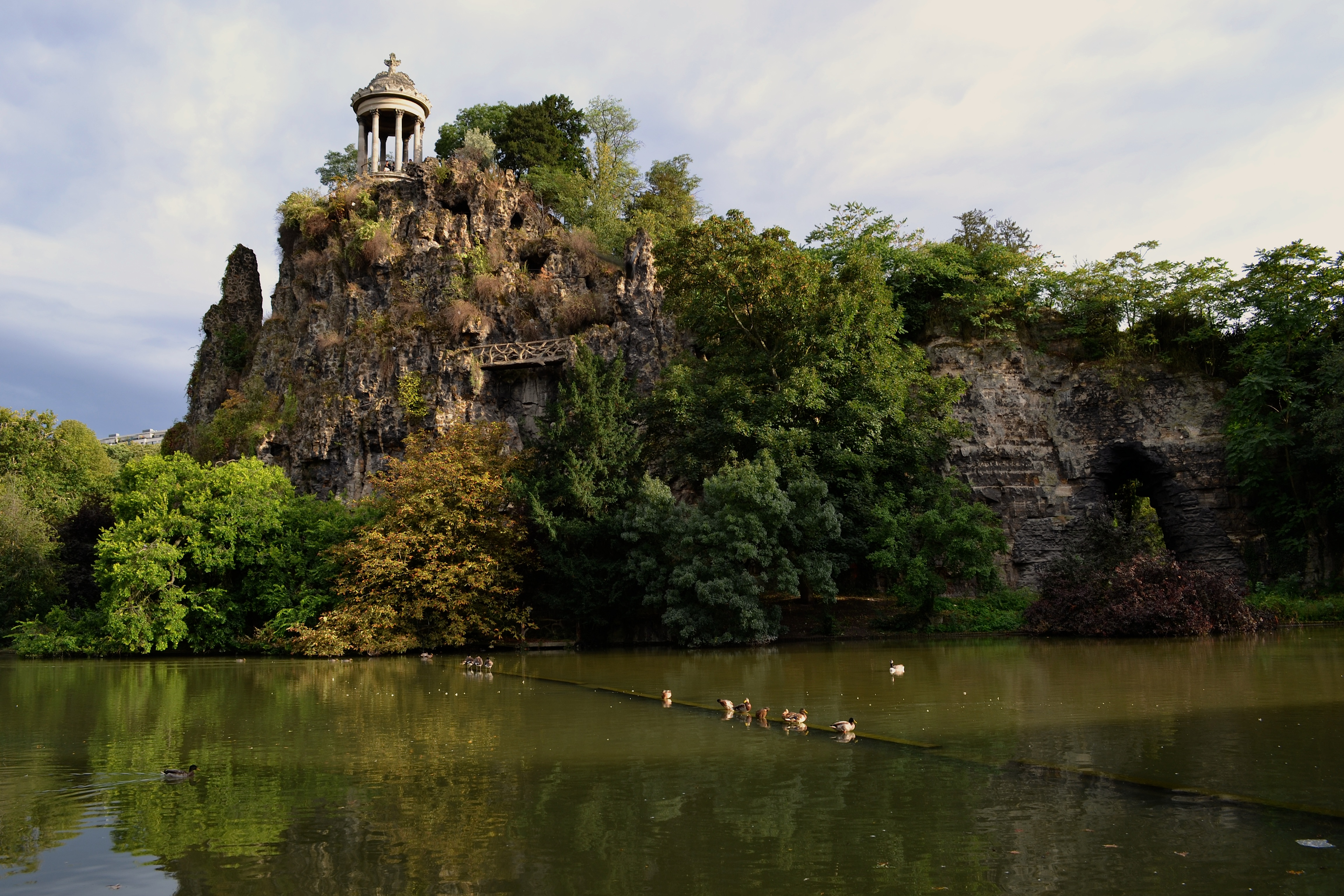
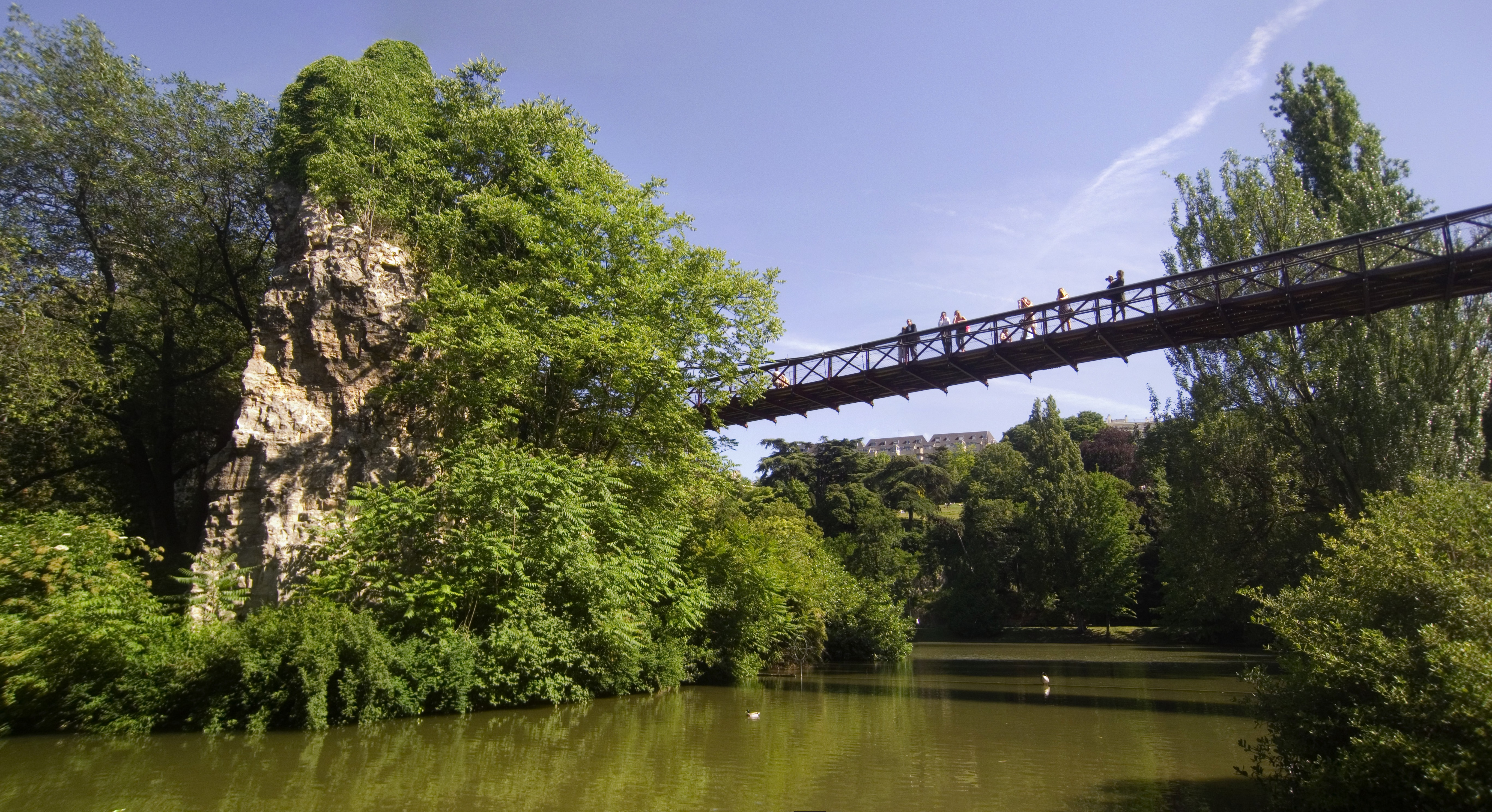
Cầu treo dài 63m, thiết kế bởi Gustave Eiffel vào năm 1867
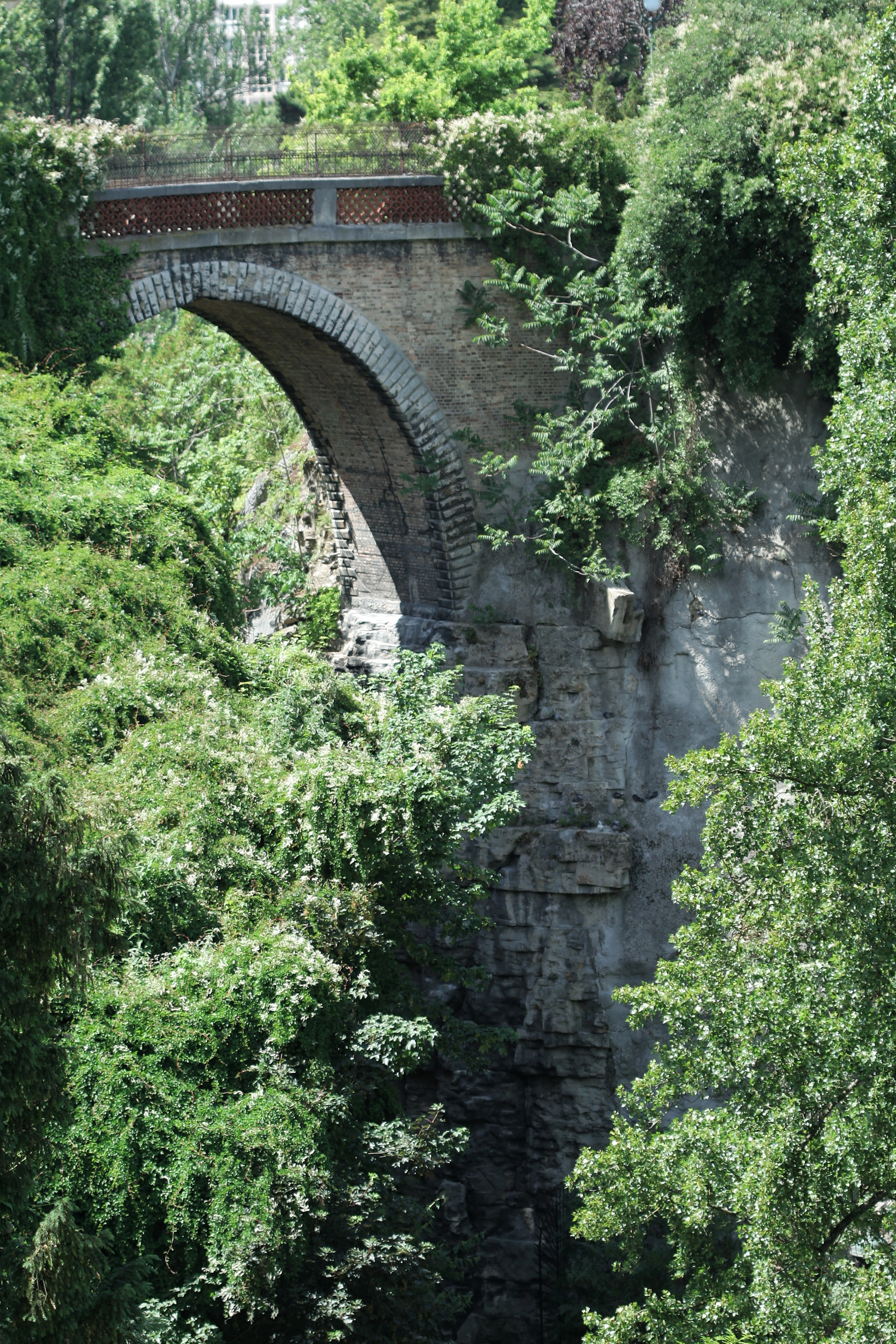
Cầu 22 m, còn gọi là "cầu tự tử"
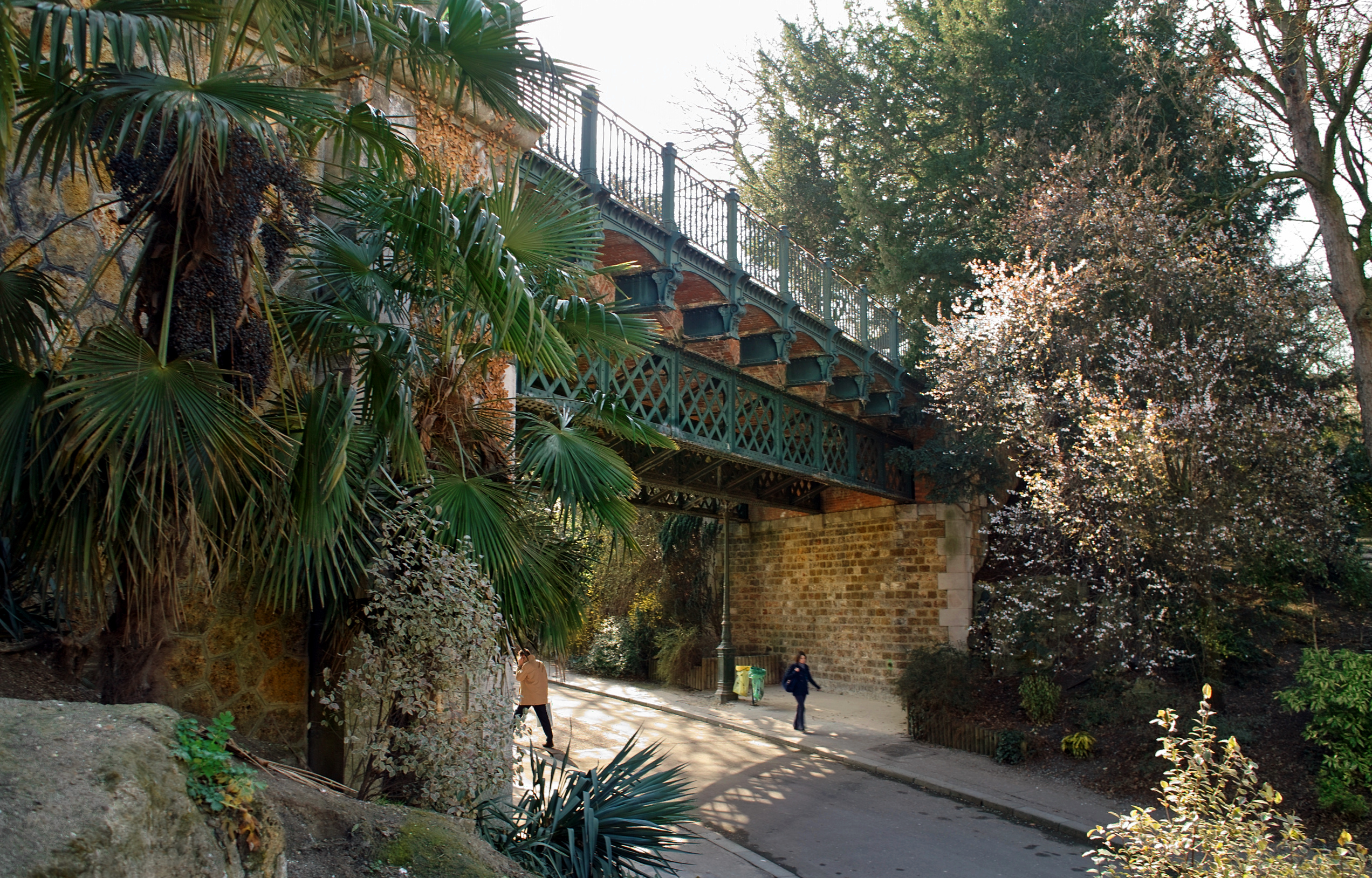
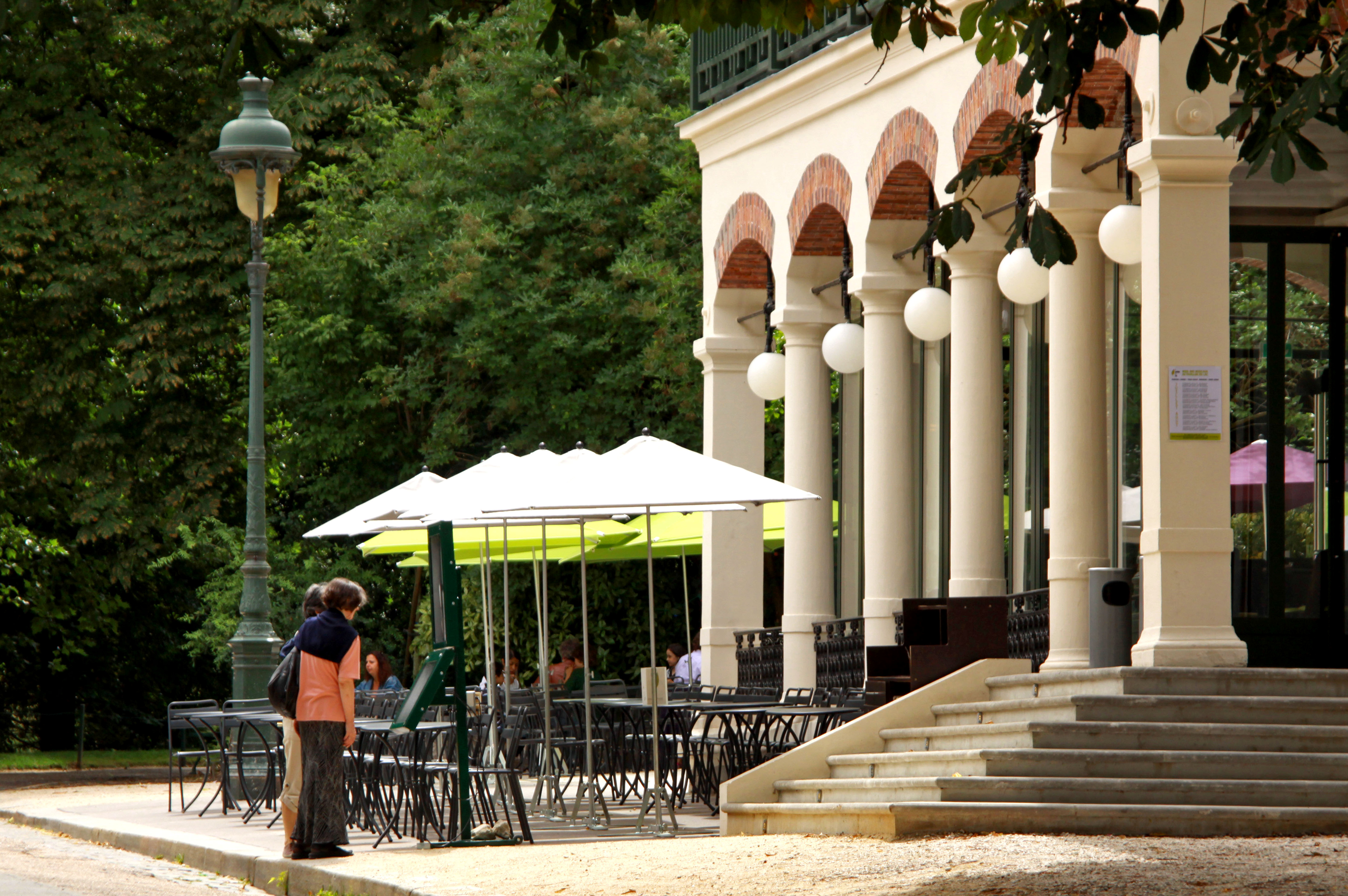
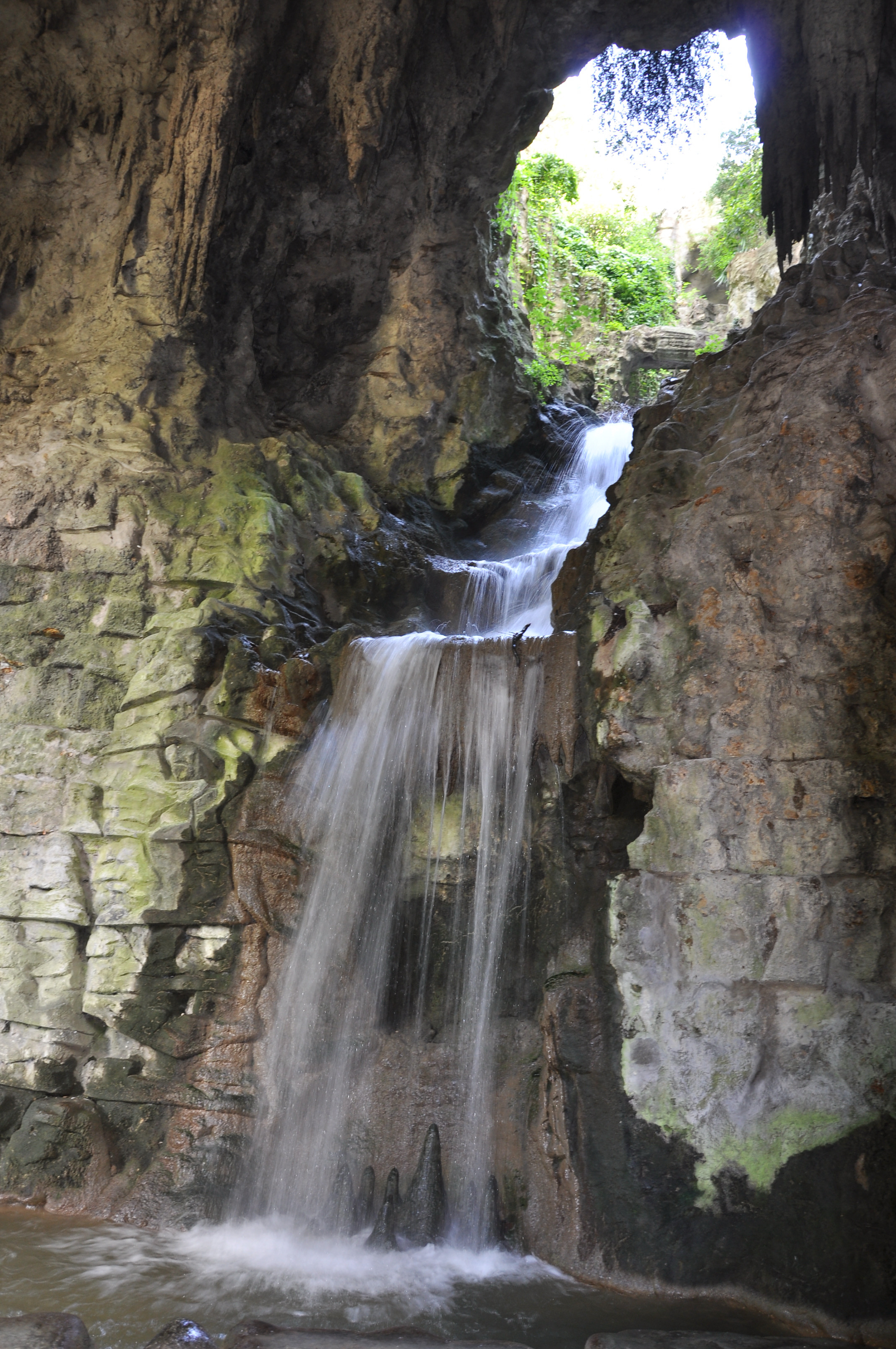
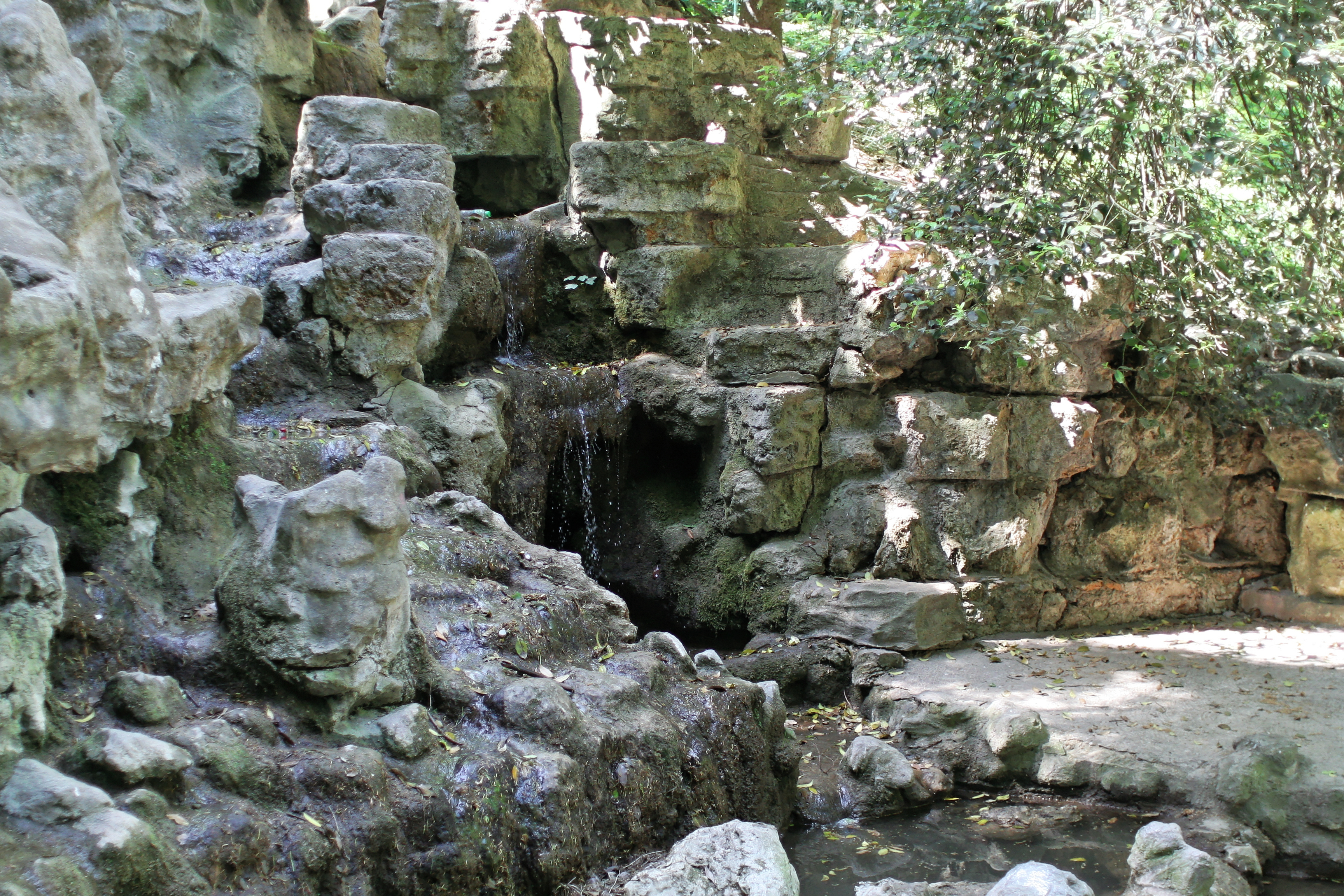
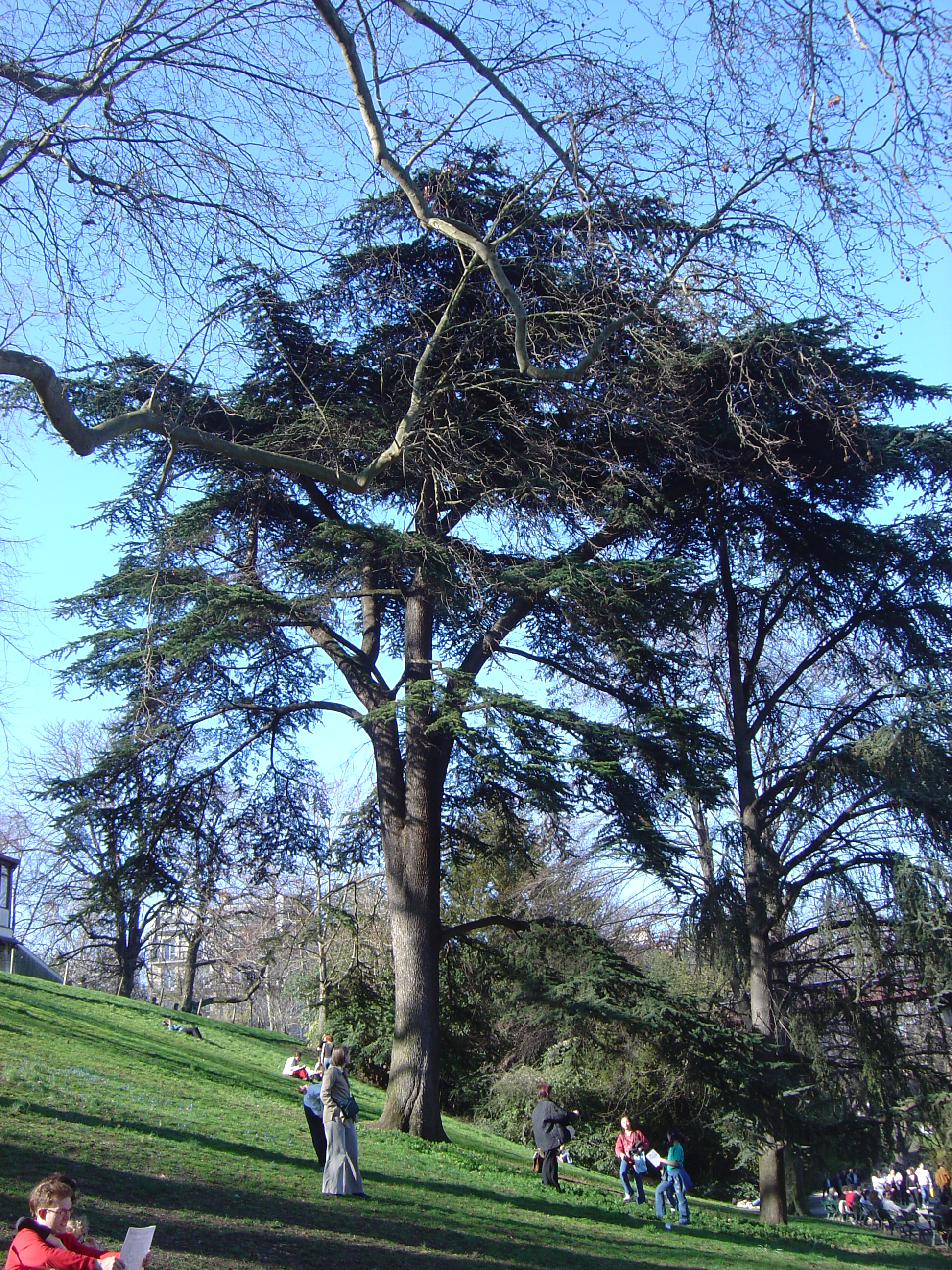
Cedrus libani
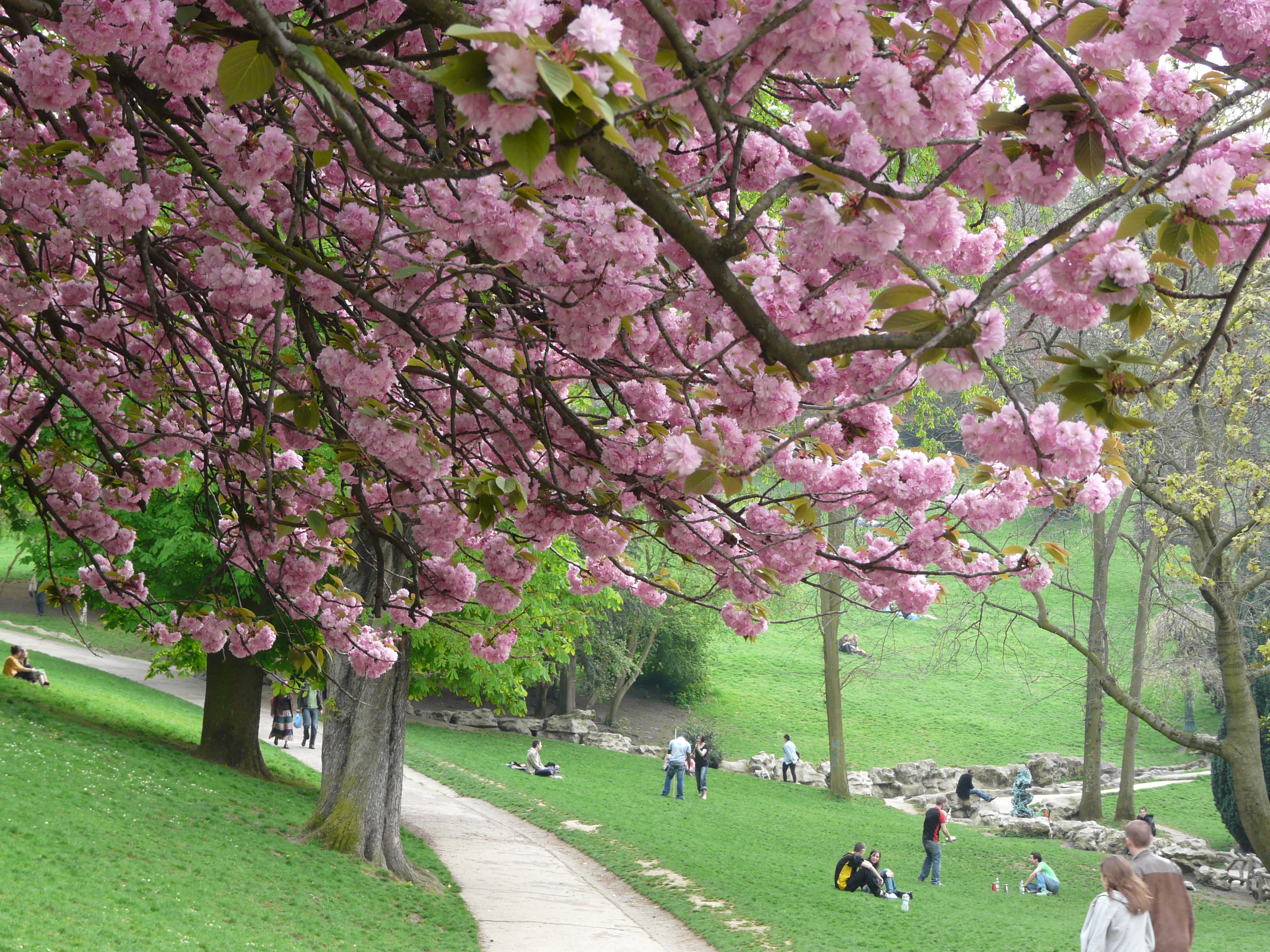
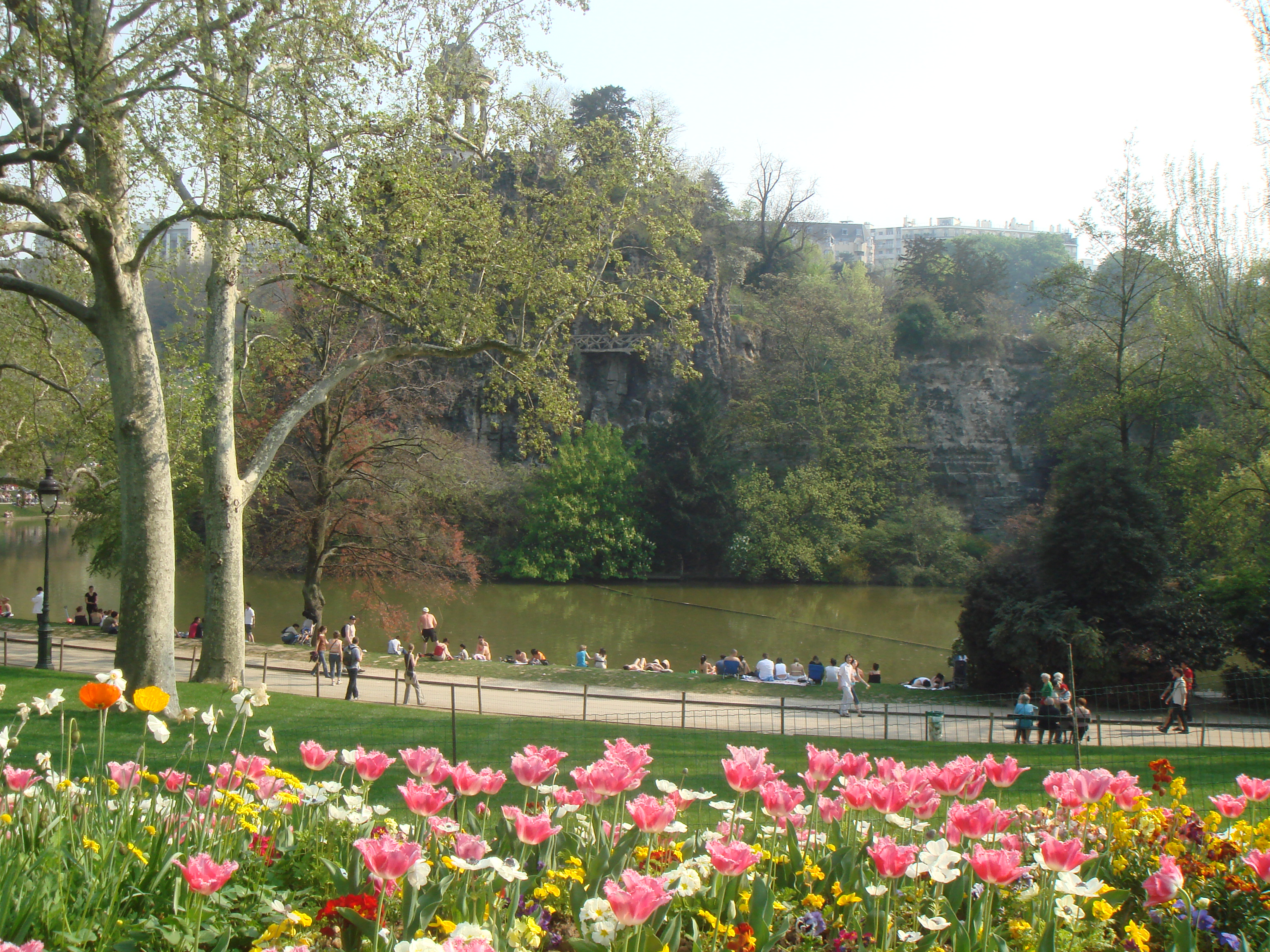
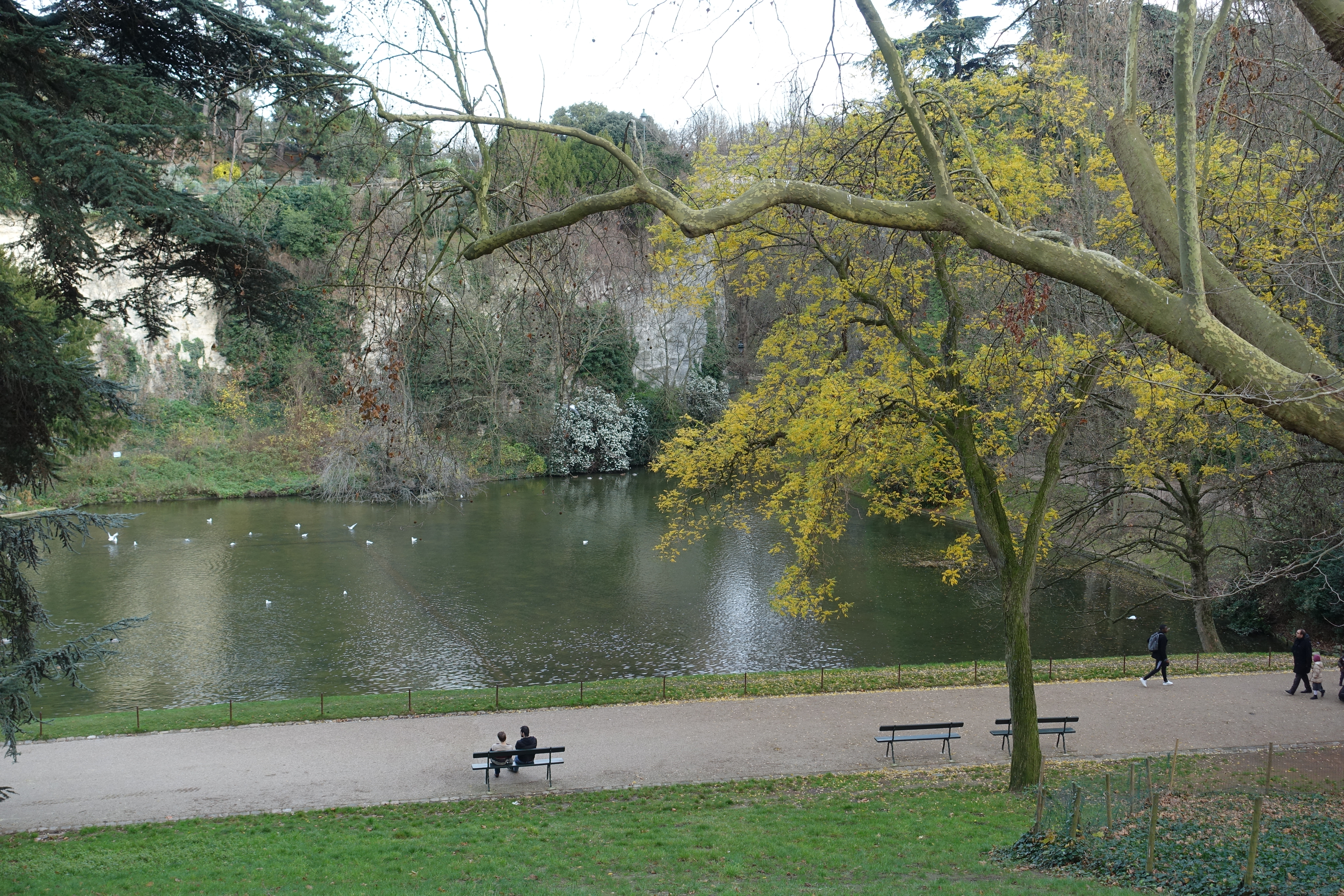